# Восточно-сирийский обряд
Восто́чно-сири́йский обря́д (в русской литературе часто — восто́чно-си́рский обря́д) — христианское богослужение, сохранившееся в дохалкидонской Ассирийской церкви Востока и в отделившихся от неё Восточнокатолических церквях: Халдейской и Сиро-Малабарской, а также среди части маронитов, оказал он влияние и на преобладающий среди маронитов обряд. Имеет характерные особенности особенностями в литургике, структуре таинств, церковном календаре.

## История
Восточно-сирийский обряд сложился в первые века христианства на территории Парфянской, а затем Сасанидской империи, на его развитие в силу ряда причин повлиял кафедральный обряд города Эдессы в восточной Сирии (сейчас Урфа в Турции). Предание Ассирийской церкви связывает её рождение с историей заочного общения Христа с правителем Эдессы Авгарем (см. Спас Нерукотворный), которого уже после Пятидесятницы крестил Фаддей, апостол от 70 (в местной транскрипции Аддаи). Вслед за этим из Палестины в Индию отправился апостол Фома, по пути проповедуя в Месопотамии, Ассирии и Персии. Проповедь Фомы в этих странах продолжили Фаддей и Марий (Мари), последнего Ассирийская церковь считает одним из 70 апостолов и первым епископом Ктесифона-Селевкии. С именами Фаддея и Мария (Аддаи и Мари) связывается одна из существующих литургий восточно-сирийского обряда. В последующие века известны многочисленные епархии на территории современных Ирака и Ирана, находившиеся в общении с антиохийскими епископами. Один из ассирийских епископов Иаков Низибийский участвовал в Первом Вселенском соборе в Никее 325 года.
Ассирийская церковь претерпела многочисленные гонения от сасанидских правителей — зороастрийцев, в том числе, из-за того, что в своих подданных-христианах персидские правители видели возможных изменников в пользу уже христианской Римской (а затем Византийской) империи. В связи с этим в 410 году персидские епископы объявили о своей независимости от Антиохийской церкви и избрали своего католикоса — епископа Ктесифона-Селевкии. В 423 году собор в этом городе запретил всякие апелляции к антиохийскому архиепископу, учредив, тем самым, автокефальную Ассирийскую церковь.
К политическим причинам разделения затем прибавились доктринальные. В 449 году Феодосий Младший, во время борьбы с несторианством, изгнал из Эдессы ряд богословов, заподозренных в симпатии к ереси. Несторианские изгнанники нашли прибежище в Низибии, уже на персидской территории, где вокруг них сложилась богословская школа, ориентированная на традиционную антиохийскую и относившаяся с пиететом к наследию Диодора Тарсийского, Феодора Мопсуестийского и Нестория. Под влиянием этой школы в ответ на торжество миафизитов в Византии в 484 году собор епископов в Бет-Лапате впервые объявил о доктринальных различиях между ними и мелькитской (имперской, то есть Православной) церковью. В течение двух последующих веков в Ассирийской церкви происходило самостоятельное развитие её христологии и литургии, став одной из причин её изолированного положения в христианском мире.
В течение VII—XIV веков ассирийские христиане вели активную миссионерскую деятельность на Востоке — в Индии, Тибете, Монголии, Китае, Средней Азии. Одновременно происходили контакты с Православной и Католической церквами, тем более, что, в отличие от миафизитов, формального анафематствования между Церковью Востока и воспринимавшимися ею как Церковь Запада православными и католиками никогда не было. Разорительное вторжение Тамерлана и практически одновременные гонения в Китае подорвали влияние Ассирийской церкви, сведя её к ряду разрозненных общин в Персии и на Ближнем Востоке, Южной Индии, на Кипре, Сокотре.
Кипрские несториане в 1445 году присоединились к Римской церкви и приняли римский обряд, к XVII веку христианство было вытеснено с Сокотры. Индийские христиане без споров вступили в унию с Римом после прибытия португальцев. Последние стремились к насаждению латинской иерархии и римского обряда. В результате в 1599 году среди индийских христиан произошёл раскол: сохранившие унию с Римом (Сиро-малабарская католическая церковь) сохранили восточно-сирийский обряд, хотя с течением времени восприняли многочисленные черты римского обряда. Отвергшие союз с Римом вступили в общение уже не с Ассирийской церковью, а сирийскими монофизитами, восприняли их христологию и западно-сирийский обряд. С ходом времени отвергшие унию с Римом малабарские христиане пережили череду расколов, приведших к образованию целого ряда индийских церквей западно-сирийского обряда, крупнейшими из которых являются миафизитские Маланкарская сиро-яковитская церковь и Маланкарская православная сирийская церковь, а также восточно-католическая Сиро-маланкарская католическая церковь.
Ассирийская церковь Востока, члены которой проживали на территории современных Ирана, Ирака и Турции, а также отделившаяся от них Халдейская католическая церковь, вступившая в унию с Римом, сохранили восточно-сирийский обряд в последующие века. В силу политических событий XIX—XX веков значительная часть христиан восточно-сирийского обряда рассеялись по миру: епархии упомянутых Церквей находятся в США, Канаде, России (айсоры) и т. д.
В силу многовековой оторванности христиан восточно-сирийского обряда от остального христианского мира этот обряд сохранил многочисленные местные особенности, собственный сирийский язык, а также черты, исчезнувшие в ходе исторического развития в других поместных Церквах. Собственно говоря, в настоящее время можно говорить о собственно ассирийском (Ассирийская церковь Востока), халдейском (Халдейская католическая церковь) и малабарском (Сиро-малабарская католическая церковь) обрядах, но различия между ними оказываются минимальными по сравнению с особенностями, свойствеными этим трём Церквам в целом.

## Особенности литургии
Литургия у несториан всегда велась и до сих пор ведётся исключительно на сирийском языке, вне зависимости от этнической принадлежности прихожан.

### Три восточно-сирийские литургии и дни их совершения
В восточно-сирийском обряде с V века сохраняются три литургии: апостолов Фаддея и Мария (Аддаи и Мари), Феодора Мопсуестийского и Нестория.
- Литургия Нестория, связанная ассирийским церковным преданием с архиепископом Несторием Константинопольским, осуждённым Третьим Вселенским собором 431 года, совершается пять раз в году:
  1. на Богоявление (6 января),
  2. пятница Иоанна Крестителя — первая пятница после Богоявления,
  3. праздник Трёх греческих святителей (Диодора Тарсийского, Феодора Мопсуестийского и Нестория) — пятая пятница после Богоявления,
  4. Ниневитский пост (установлен в честь покаяния ниневитян после проповеди пророка Ионы, о котором рассказывается в Иона. 3, 4) — среда после пятого воскресенья периода Богоявления,
  5. в Великий четверг[3][4].
- Литургия Феодора Мопсуестийского, приписываемая видному восточному «учителю учителей и толковнику толковников», осуждённого посмертно Пятым вселенским собором 553 года, совершается во все дни от начала «периода Благовещения» (за четыре воскресенья до Рождества Христова) до Пальмового воскресения (за исключением 5 дней, в которые совершается литургия Нестория)[3].
- Литургия Фаддея и Мария совершается от Великой субботы до начала «периода Благовещения»[3].

В Великие понедельник, вторник и среду совершается литургия преждеосвященных даров. Рукопись XIII века упоминает о ещё трёх литургиях, приписанных Варсуме, Нарсесу и Диодору Тарсийскому, но в последующее время они вышли из употребления.
В настоящее время все три литургии совершаются по вышеуказанному календарю в Ассирийской церкви Востока и Халдейской католической церкви. Сиро-малабарская католическая церковь в соответствии с постановлениями Диамперского собора (1599 год) отказалась от использования двух анафор, приписываемых еретикам; с этого момента единственной литургией в этой Церкви остаётся литургия Фаддея и Мария.

### Приготовление Даров
Для восточно-сирийского обряда характерно употребление для евхаристии квасного хлеба, хотя в Халдейской католической церкви под влиянием римского обычая стал использоваться пресный хлеб. Ассирийское предание утверждает, что апостолы Фаддей и Марий сохранили и привезли с собой частицу Тела Христова с Тайной вечери, и в связи с этим при каждой закваске будущего евхаристического хлеба в муку и елей добавляется частица от хлеба, освящённого на предыдущей литургии. Таким образом, Ассирийская церковь утверждает, что на каждой её литургии в предложенных Дарах буквальным образом присутствует частица хлеба Тайной вечери.

### Литургия оглашенных и преданафоральная часть
Первая часть всех трёх восточно-сирийских литургий (то есть литургия оглашенных) одинакова. Схематично её можно представить в следующем виде:
- Литургия оглашенных:
  - «Слава в вышних Богу, и на земле мир, в человеках благоволение» (Лк. 2:14); «Отче наш».
  - Входное песнопение (Marmitha) и переменная молитва (зависит от дня недели и праздника); в Сиро-малабарской католической церкви священники и диаконы попеременно читают 14-й («Господи, кто может пребывать в жилище Твоём?», 150-й («Хвалите Бога во святыне Его») и 96-й («Господь царствует: да радуется земля») псалмы.
  - Переменный антифон (Unitha d' qanki)и ещё одна переменная молитва.
  - Антифон «К Тебе, Господи».
  - Молитва фимиама (седра, характерна и для западно-сирийского обряда) и аналог Трисвятого.
  - Чтения из Священного Писания (полагается пять чтений, хотя в будние дни количество сокращается до трёх):
    - Из Пятикнижия Моисеева,
    - Из ветхозаветных пророков,
    - Из Деяний святых апостолов,
    - Из послания апостола Павла (предваряется стихами из псалмов (Shuraya, подобие византийского прокимна) и неизменным гимном Turgama,
    - Евангелие (предваряется стихами из псалмов Zumara с Аллилуйя (подобие византийского аллилуиария) и переменным гимном (также называется Turgama)).

  - Евангельский антифон (Unitha)
  - Отпуст оглашенных.
- Accessus ad altare:

Согласно каноническим правилам евхаристический канон даже при сослужении других пресвитеров читает только священник. Кто именно из сослужащих священников будет предстоять престолу, определяется архидиаконом (в Церкви Востока почётный титул старшего из священников и непосредственного помощника епископа) после отпуста оглашенных; избранный для совершения евхаристии священник шествует с остановками от вимы в алтарь и приступает к престолу :
- - Офферторий (хлеб и вино помещаются на алтарь) и антифон Святых Таин (Unitha d' razi)
  - Никео-Цареградский Символ веры (В восточно-сирийском обряде есть отличие от православного и католического текстов — «воплотившегося от Духа Святого, и вочеловечившегося, и воспринятого и рождённого Девой Марией» — возможный след несторианского учения, до крайнего предела разделявшего Божественную и человеческую природы во Христе. В Халдейской и Сиро-малабарской церквах под влиянием римского обряда было добавлено Filioque). В традиционном варианте Символ веры помещается непосредственно перед евхаристическим каноном, как в византийском обряде; в Халдейской и Сиро-малабарской церквах под римским влиянием он был перемещён сразу после чтений, как на мессе, но после литургических реформ XX века возвращён на историческое место.
  - Коленопреклоненная молитва (Kushapa, аналог тайной молитвы перед великим входом на православной литургии и римского Confiteor) и диалог с прочими священниками и диаконами:

Служащий священник: Молитесь обо мне, отцы, братия и владыки мои, чтобы Бог дал мне силу и возможность совершить это Таинство, к которому я приступил, и чтобы принято было сие приношение от рук немощи моей за меня, за вас и за всё тело Святой Соборной Церкви, благодатию Его и щедротами Его вовеки. Аминь. 

Клир: Христос да услышит молитвы твои и да соделает благоприятным жертвоприношение твое; да примет приношение твое, и да почтит священство твое, и да подаст нам через посредство твое прощение прегрешений наших и оставление грехов наших, благодатию Своею и щедротами Своими вовеки

С этого момента начинаются различия в текстах трёх литургий.
- - Главопреклоненная молитва (G’hantha), целование мира, поминовение живых и усопших по диптиху[1].

### Евхаристический канон
Основная статья: Литургия Фаддея и Мария, литургия Феодора Мопсуестийского, литургия Нестория
Литургии восточно-сирийского обряда имеют необычную структуру евхаристического канона, позволяющую выделить их в особенную литургическую семью. Главной особенностью является положение интерцессии (ходатайственной молитвы) между анамнесисом и эпиклезой в литургиях Феодора Мопсуестийского и Нестория, а в литургии Фаддея и Мария присутствуют две интерцессии — между санктусом и анамнесисом (первая) и после эпиклезы (вторая).
Таким образом, анафора апостолов Фаддея и Мария имеет уникально-сложную структуру: вступительный диалог — префация — санктус — интерцессия 1 — анамнесис — эпиклеза — интерцессия 2. Схожую сложную конструкцию евхаристического канона с двумя интерцессиями исследователи находят только в исторической римской мессе согласно сакраментарию папы Геласия (V век), но впоследствии первая интерцессия выпала из мессы. Предполагается, что римская месса папы Геласия и литургия Фаддея и Мария представляли собой некий переходный момент в формировании канона, только римский канон развивался и далее, а восточно-сирийская литургия, в силу оторванности Ассирийской церкви от остального христианского мира, зафиксировала эту сложную структуру. Более поздние анафоры Феодора Мопсуестийского и Нестория схематически выглядят так: вступительный диалог — префация — санктус — анамнесис — интерцессия — эпиклеза. В этих двух евхаристических канонах первая интерцессия уже выпала, а вторая окончательно заняла своё уникальное по сравнению с литургиями других поместных Церквей место перед эпиклезой.
Единственная интерцессия литургий Феодора Мопсуестийского и Нестория гораздо пространнее; для примера приводится отрывок из литургии Нестория:
И приносим Тебе сию жертву живую, святую, благоприятную, преславную и безкровную, за всех тварей и за святую, апостольскую и соборную Церковь, которая существует от концов до концов земли, чтобы Ты сохранил её безмятежною и неприкосновенною от всяких соблазнов и чтобы не было в ней нечистоты, ни пятна, ни порока или чего-либо подобного… И за всех епископов во всяком месте и стране, которые проповедуют правое слово истинной веры. И за всех священников, которые отправляют священство перед Тобою в правде и истинной святости… И за всех, которые похвально просвещают святую Церковь Твою делами правды
Далее поминаются земные власти и следует молитва о прекращении войн, о благорастворении воздухов, о путешествующих, узниках, гонимых, сосланных «на отдаленные острова для постоянного мучения», за ненавидящих и врагов, за помышляющих злое.
Ещё одной особенностью евхаристического канона в литургии Фаддея и Мария является отсутствие в письменном тексте анамнесиса установительных слов («Приимите, ядите, сие есть Тело Мое…Сия есть Кровь Моя Нового завета»). Существует несколько противоречащих друг другу гипотез, объясняющих отсутствие в восточно-сирийских анафорах слов Христа на Тайной вечере. Ряд восточных литургистов видели в этом свидетельство о том, что по мнению Ассирийской церкви освящение Даров происходит во время эпиклезы, и необходимости в установительных словах нет. Эта гипотеза хорошо укладывается в контекст многовековой православно-католической полемики о времени пресуществления (преложения) Даров, но, учитывая изолированность Ассирийской церкви от остального христианского мира, трудно предполагать осведомлённость и осознанное участие этой Церкви в указанной полемике.
Другая версия, напротив, предполагает, что установительным словам Христа придавалось столь важное сакральное значение, что из соображений «тайного учения» (disciplina arcana) они никогда не записывались, но передавались исключительно в устной традиции. Для подтверждения этой гипотезы необходимо установить, произносились ли в древности ассирийскими священниками установительные слова. Различные источники отвечают на этот вопрос и положительно, и отрицательно, в связи с чем, данная версия остаётся лишь рабочей гипотезой. Различные современные служебники восточно-сирийского обряда содержат или не содержат установительные слова. Только в 2001 году Католическая церковь признала анафору Фаддея и Мария, не содержащую установительных слов, достаточной для освящения Даров. Примечательно, что в анамнесисе литургий Феодора Мопсуестийского и Нестория установительные слова присутствуют на обычном месте.
Необычна и эпиклеза литургии Фаддея и Мария: она, как и в византийских литургиях, является нисходящей (то есть в ней содержится прошение о снисхождении Святого Духа), но в ней нет в явном виде молитвы о преложении Даров:
И да приидет, Господи, Дух Твой Святой, и да почиет на сем приношении Твоих рабов, которое они приносят, и благословит и освятит его, чтобы оно было нам, Господи, во очищении грехов и оставлении прегрешений
В литургиях Феодора Мопсуестийского и Нестория молитва о преложении Даров присутствует (у Нестория в точности содержится формула из литургии Иоанна Златоуста: «преложив Духом Твоим Святым»).

### Причащение
- После евхаристического канона и главопреклоненной молитвы освящённый Хлеб преломляется на две части, одна из них остаётся на дискосе, другая обмакивается в потир. Затем первая часть крестообразно благословляется второй частью, после чего они вновь помещаются вместе на дискос. Обряд соединения Тела и Крови Христовых сопровождается молитвой:

Разделенные, освященные, совершенные, исполненные, соединенные и смешанные одно с другим преславные, святые, животворящие и божественые эти Таинства … да будут нам, Господи, в очищение грехов, и оставление прегрешений, и в великую надежду воскресения из мертвых и новой жизни в Царстве Небесном, нам и Святой Церкви Христа, Господа нашего, здесь и во всякой стране…
- «Отче наш»
- Возглас «Святая святым» и ответ верных: «Один Отец свят, один Сын свят, один Дух свят»[12]
- Духовенство и миряне причащаются под двумя видами, причём мирянам Тело преподаёт священник, а Кровь — диакон. Во время причащения поётся особенный «антифон вимы»
- переменная молитва благодарения,
- переменный антифон и отпуст[1].

## Суточный круг богослужений
Суточный богослужебный круг включает в себя вечерню и утреню (по уставу совершаются ежедневно в приходских храмах), а также полунощницу, первый, третий, шестой и девятый часы (только в монастырях). При совершении всех служб суточного круга Псалтирь должна прочитываться ежедневно в полном объёме.
В Ассирийской церкви Востока вечерня совершается ежедневно, существует вседневная и воскресная (праздничная) вечерни. Последняя включает в себя:
- несколько псалмов и гимн, перешедшие в вечерню из девятого часа,
- принесение свечей и фимиама с гимном «К Тебе, Господи»,
- «Господи, воззвах» состоит из 140-го, 141-го, 118-го, 105—112-го и 116-го псалмов с «Аллилуйя» и антифоном,
- просительная ектения,
- Трисвятое и благословение народа (Khuthama — буквально «запечатление»),
- процессия с антифоном, «Аллилуйя» и «Отче наш».

Вседневная вечерня гораздо короче и состоит из Трисвятого, вечернего антифона, «Аллилуйя» и процессии с антифоном мученикам.
На утрене полагается ежедневное чтение 109-го, 110-го, 103-го, 112-го, 92-го, 148-го, 150-го и 116-го псалмов, в праздничные дни (но не в воскресенья) к ним добавляется 146-го и 1-го псалмы, в воскресные дни — Великое славословие и песнь вавилонских отроков. В целом чин утрени схож с вечерней (естественно без вечернего гимна).
Переменные антифоны и гимны вечерни и утрени определяются праздничным днём и днём недели, а точнее порядковым номером дня в двухнедельном цикле. Две недели этого цикла называются соответственно первой (Qdham — буквально «передняя») и второй (Wathar — буквально «задняя»). Названия недель связаны с порядковым номером того из двух хоров, который начинает петь службу в эту неделю, а сборник переменных антифонов и гимнов двухнедельного цикла так и называется «Книга первой и второй недель» (Kthawa daqdham wadhwathar).

## Таинства
Не существует регламентированного количества и состава таинств Ассирийской церкви. К таинствам безусловно относятся крещение и следующее непосредственно за ним миропомазание, евхаристия и священство. Исповеди в привычном понимании (устного исповедения грехов) в Ассирийской церкви нет, но существуют покаянный чин, иногда рассматриваемый в качестве таинства. Единого мнения о причислении брака к таинствам не сложилось. Для доведения числа таинств до семи некоторыми богословами к крещению, миропомазанию, евхаристии, священству и покаянию добавляются крестное знамение и святая закваска — малка (специфический обряд, связанный с приготовлением пресного хлеба для будущей евхаристии — см. выше).
В католических церквах, отделившихся от Ассирийской (Халдейская и Сиро-малабарская), существует таинство исповеди с чином, заимствованным из римского обряда. Некоторыми исследователями предполагается наличие в древности таинства исповеди и в самой Ассирийской церкви.

## Церковный календарь
В восточно-сирийском обряде сохранился календарь, в котором год состоит из 364 дней, то есть 52 полных недель. Для компенсации расхождения с солнечным календарём раз в семь лет к году добавляется дополнительная неделя. Благодаря тому, что в литургическом году содержатся только полные недели, большинство праздников привязаны к конкретному дню недели. В частности, праздники в честь наиболее почитаемых святых совершаются в пятницу.
В древности литургический год в восточно-сирийском обряде подразделялся на семь периодов (Shawu’i), в настоящее время этих периодов — девять. В зависимости от даты Пасхи наибольшие периоды включают в себя от 6 до 8 недель, наименьшие — от 1 до 4. Периоды называются: период Благовещения, период Богоявления,
Великий пост и Страстная седмица, Пасха, период Апостолов, период Лета, период Илии и Креста, Моисеев период и период Осящения Церкви. Воскресения и пятницы внутри каждого временного периода нумеруются по порядку.

### Период Благовещения
Период Благовещения состоит из 6 недель: четырёх до Рождества Христова (25 декабря) и двух — после этого праздника. Воскресения внутри периода нумеруются по порядку и посвящены соответственно:
- первое — Благовестие Захарии (о будущем рождении Иоанна Крестителя, Лк. 1:5—26),
- второе — Благовещение Пресвятой Девы (Лк. 1:26—38),
- третье — Посещение Пресвятой Девой Елизаветы и Рождество Иоанна Крестителя (Лк. 1:39—80),
- четвёртое — Откровение Иосифа Обручника (Мф. 1:18—25)
- пятое — Поклонение волхвов, бегство в Египет и избиение младенцев (Мф. 2:1—18)
- шестое — Обрезание Господне, Сретение Господне и беседа Иисуса с книжниками во Храме (Лк. 2:21—52)[14].

В течение всего периода Благовещения совершается праздничная литургия Феодора Мопсуестийского. Праздник Рождества предваряется многодневным постом (с 1 декабря), не имеющим покаянного характера и приближенным по значению к римскому Адвенту. Накануне Рождества совершается продолжительное всенощное бдение, состоящее из повечерия, ночной службы и утрени.

### Период Богоявления
Период Богоявления начинается с одноимённого праздника и продолжается до начала Великого поста. В течение всего периода (за исключением четырёх дней, о которых см. ниже) совершается литургия Феодора Мопсуестийского. В зависимости от даты Пасхи продолжительность периода составляет 7-8 недель. Содержание праздника Богоявления идентично византийскому и связано с переживанием события крещения Господня; богослужение Богоявления схоже с рождественским, но совершается литургия Нестория. В отличие от всех прочих периодов года отсчёт недель периода Богоявления ведётся не от воскресений, а от пятниц, так как на последние приходятся важные праздничные дни:
- первая пятница — память Иоанна Крестителя, совершается литургия Нестория[4],
- вторая пятница — память апостолов Петра и Павла,
- третья пятница — память четырёх Евангелистов,
- четвёртая пятница — память святого Евгения,
- пятая пятница — память греческих Учителей (Диодора Тарсского, Феодора Мопсуестийского и Нестория), совершается литургия Нестория[4],
- шестая пятница — память сирийских Учителей,
- седьмая пятница — память храмового святого,
- восьмая пятница — память 40 мучеников Севастийских,
- девятая пятница — память всех усопших[14].

На этот период выпадают три коротких поста:
- пост Мар Зайи (три дня после шестого воскресенья периода Благовещения),
- пост девственниц — понедельник после первого воскресенья периода Богоявления,
- ниневитский пост — понедельник, вторник и среда после пятого воскресенья периода Богоявления; вспоминается покаяние ниневитян после проповеди Ионы; установлен католикосом Иезекиилем (566—581) после эпидемии чумы. В среду ниневитского поста совершается литургия Нестория[4][14].

### Великий пост
Предпасхальный пост, включая Страстную седмицу, продолжается семь недель, хотя собственно окончанием Великого поста считается либо Воскресенье Осанн, либо Великая среда. В воскресенья Великого поста совершается литургия Феодора Мопсуестийского; в будние дни первой и четвёртой недель в древности существовал обычай ежедневного совершения литургии преждеосвященных даров, в связи с чем эти недели называются «неделями Таин». В настоящее время литургия преждеосвященных даров совершается в Великие понедельник, вторник и среду.
О многочисленных особенностях богослужений на Страстной седмице смотрите: Великий понедельник, Великий вторник, Великая среда, Великий четверг, Великая пятница, Великая суббота.

### Пасхальный период
Пасхальный период представляет собой стандартные семь недель от Воскресения Христова до Пятидесятницы. В этот период отменяются земные поклоны. Примечательными являются первая пятница по Пасхе, в которую воспоминаются многочисленные мученики, пострадавшие во время гонений царя Шапура II, а также первое воскресенье по Пасхе, называющееся Новым.

### Период Апостолов
Период Апостолов начинается в Пятидесятницу и продолжается семь недель. В ночь на Пятидесятницу совершается всенощное бдение, одно из немногих из существующих в восточно-сирийском обряде. На праздничной литургии перед причащением совершается чин коленопреклонения — первого с дня Пасхи. Первая пятница после Пятидесятницы называется Пятницей золота, в этот день воспоминается первое из описанных в Деяниях чудо — исцеление хромого апостолами Петром и Иоанном. На период Апостолов выпадает и неподвижный праздник 29 июня в честь апостолов Петра и Павла, заимствованный из византийского обряда.

### Последующие периоды
Период Лета нормативно продолжается семь недель, но может быть сокращён в случае поздней Пасхи. Его начало совпадает с традиционного персидского Нового года — праздника Нусардель, который в христианской традиции стал «праздником Бога». В этот день совершается воспоминание двенадцати апостолов и отцов Никейского собора.
Период Илии и Креста также нормативно должен содержать семь недель, но его продолжительность варьируется в зависимости от даты Пасхи. Центральным событием периода является неподвижный праздник Креста (14 сентября), в который вспоминаются обретение Креста святой Еленой и явление Креста на небе императору Константину. 14 сентября должно непременно попадать в период Илии, в случае ранней Пасхи ради этого сокращается предыдущий период Лета. Четвёртое воскресенье периода также посвящено Обретению Креста, оно должно безусловно праздноваться после 14 сентября. Последняя пятница периода посвящена памяти пророка Илии.
Два последних периода — Моисея и Освящения Церкви — охватывают временной интервал между окончанием периода Креста и началом периода Благовещения. Так как первая дата — подвижная и зависит от дня Пасхи, а вторая — неподвижная (за четыре недели до Рождества), продолжительность периодов Моисея и Освящения Церкви не превышает четырёх недель в каждом.